# Audi A6 C9
Audi A6 C9 — п'яте покоління автомобіля бізнес-класу Audi A6, що дебютувало 4 березня 2025 року в кузові універсал (Avant) і прийшло на заміну Audi A6 C8. Версія седан дебютувала 15 квітня 2025 року.

## Опис

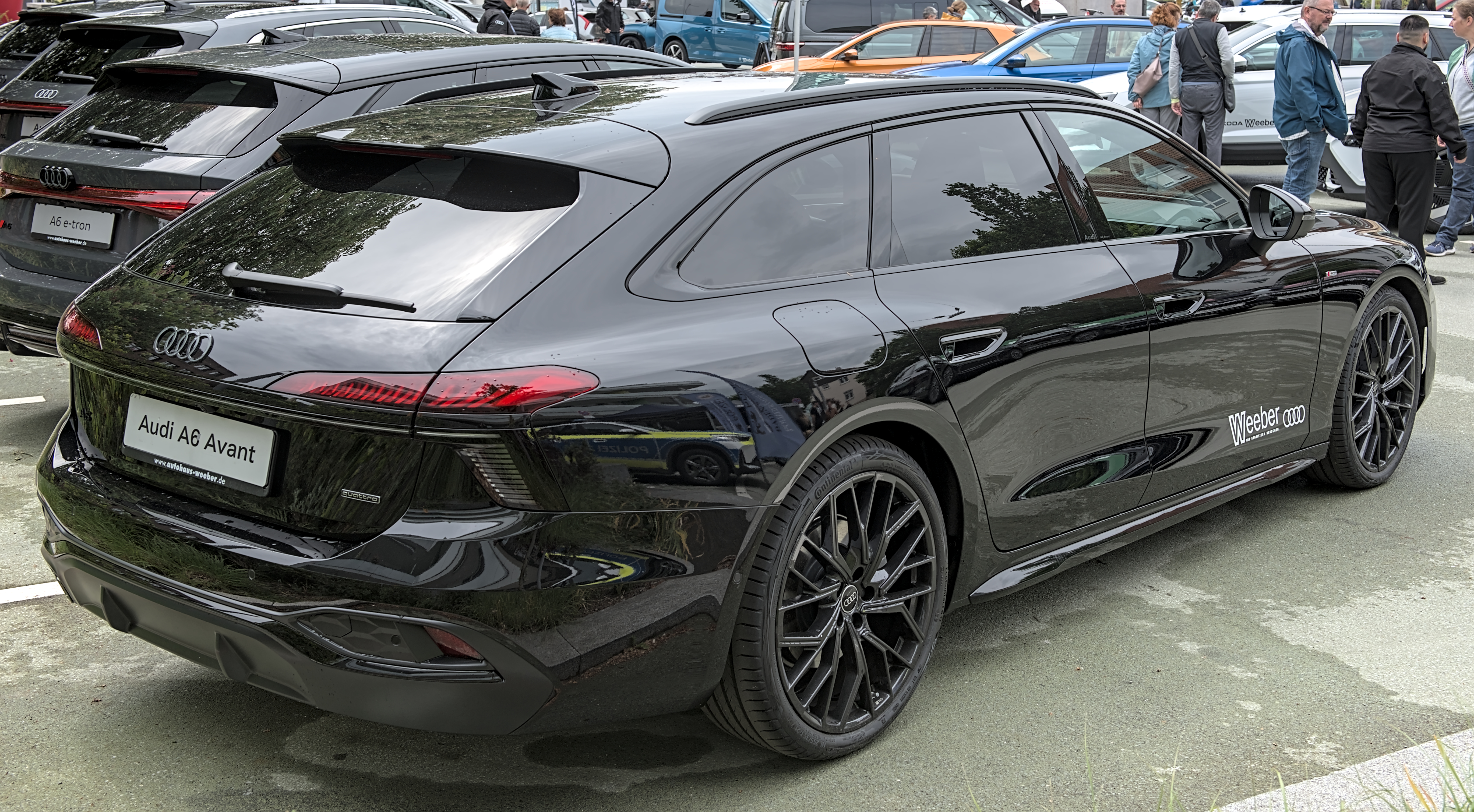

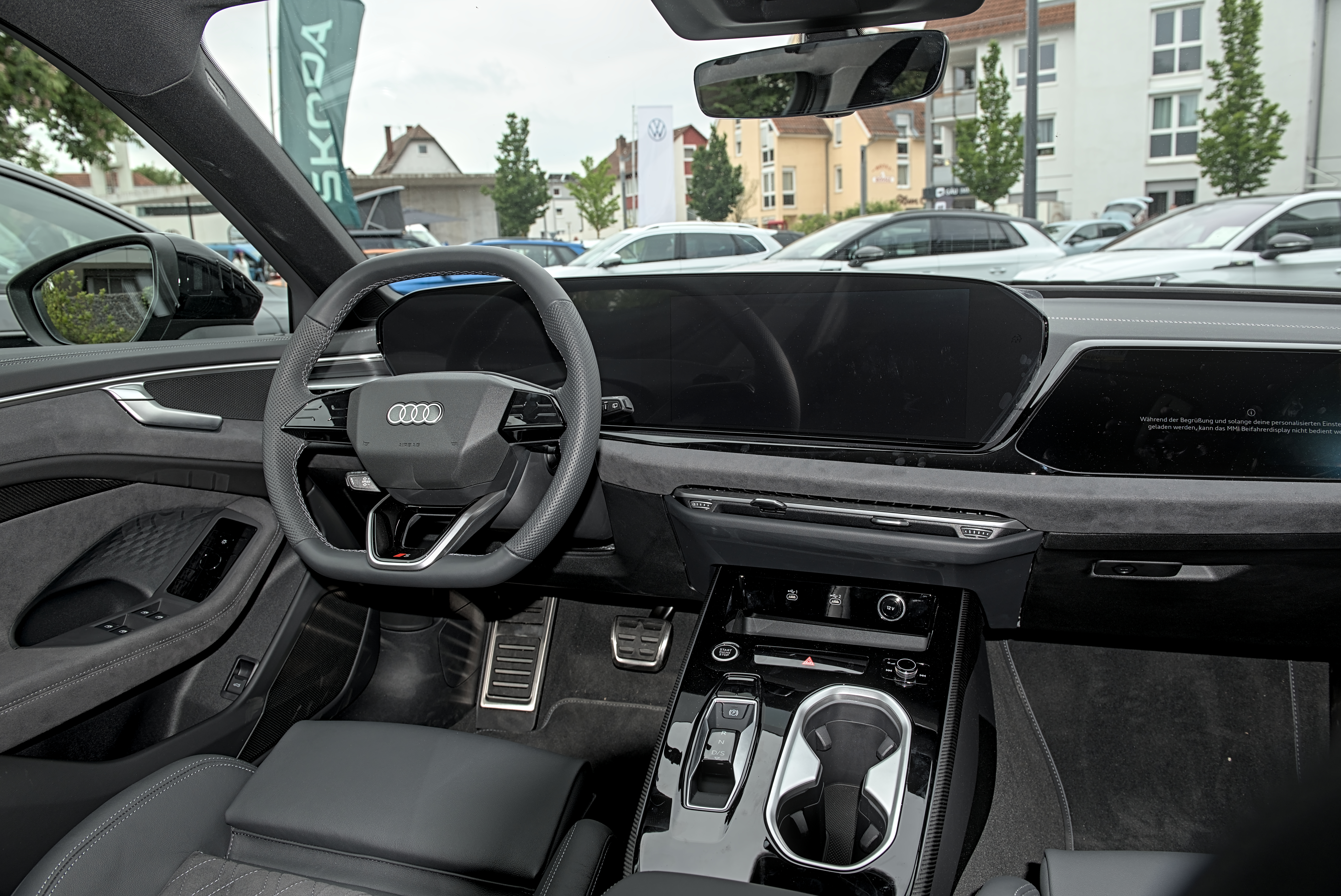

Автомобіль збудовано на платформі Premium Platform Combustion (PPC). Автомобіль використовує програмну платформу E³ 1.2, розроблену дочірньою компанією Volkswagen Cariad.
A6 C9 продовжать виробляти на заводі Audi в Некарзульмі. A6 e-tron, електромобіль модельної серії A6, доступний з 2024 року.
Бензиновий A6 мав бути перейменований на A7, але це перейменування відмінили в лютому 2025 року.

## Двигуни
Бензинові:
- 2.0 L EA888 I4 turbo 265 к.с. (MHEV)
- 3.0 L EA839 V6 turbo 367 к.с. (MHEV)

Бензиновий Plug-in hybrid:
- 2.0 L EA888 I4 turbo + електродвигун 367 к.с. (PHEV)

Дизельний:
- 2.0 L EA288 evo I4 turbo 204 к. с. (MHEV)

## Безпека
У квітні 2025 року Euro NCAP оголосив про краш-тести A6. Він отримав п'ять із п'яти зірок.